# Georges-Frédéric-Charles de Brandebourg-Bayreuth
Georges-Frédéric-Charles (19 juin 1688, Obersutzbürg – 17 mai 1735, Bayreuth) est margrave de Brandebourg-Bayreuth de 1726 à sa mort.

## Biographie
Georges-Frédéric-Charles de Brandebourg-Bayreuth était le fils aîné de Christian-Henri de Brandebourg-Culmbach et de Sophie-Christiane de Wolfstein. En 1726, il succéda au margrave Georges-Guillaume de Brandebourg-Bayreuth pour la principauté de Bayreuth. Il prit le nom de Brandebourg-Kulmbach-Bayreuth ou Brandebourg-Bayreuth.
Par sa mère, Georges-Frédéric-Charles reçut une solide éducation religieuse, il fit ses premières études à Bielefeld. De 1700 à 1704, il entreprit des voyages pédagogiques dans toute l'Europe Occidentale, qui l'ont conduit entre autres au Danemark, en France et en Hollande. Ensuite, il étudia pendant quatre ans à l'université d'Utrecht. Au décès de son père en 1708, il retourna près de sa famille au château de Weferlingen.
À la suite du surendettement de son père, Frédéric Ier de Prusse lui donna en apanage le château de Weferlingen. Le 23 novembre 1703, au château de Schönberg, Christian-Henri signa l'acte de renonciation pour les possessions franconiennes de la maison de Hohenzollern en faveur de la Prusse. Après le décès de son père en 1708, Georges II Frédéric de Brandebourg-Bayreuth tenta d'annuler l'acte de renonciation de Schönberg, pour cela il reçut le soutien des États franconiens. Il reçut également l'appui de l'évêque de Mayence, Lothar Franz von Schönborn et de son neveu Frédéric Charles von Schönborn. Cet acte fut aboli en 1722 après de longues et coûteuses négociations.
Au décès de Georges-Guillaume de Brandebourg-Bayreuth sans héritiers masculins, Georges-Frédéric-Charles put succéder sans difficulté au margrave de Brandebourg-Bayreuth. Devenu margrave, il accorda une attention toute particulière à l'amélioration des finances et se concentra sur le gouvernement interne de son État. Contrairement à beaucoup de ses contemporains régnant, il ne développa pas d'ambitions militaires ou politiques. Son attention se fixa sur la promotion des établissements scolaires et sociaux, comme les orphelinats. Il fit restauré un ancien monastère dont une partie devint le pavillon de chasse Himmelkron.
Georges II Frédéric de Brandebourg-Bayreuth fut inhumé au monastère de Himmelkron.

## Mariage et descendance
Le 17 avril 1709, Georges-Frédéric Charles épouse à Reinfeld Dorothée de Schleswig-Holstein-Sonderbourg-Beck (1685-1761), fille de Frédéric-Louis de Schleswig-Holstein-Sonderbourg-Beck. Cinq enfants sont nés de cette union avant qu'ils ne divorcent :
- Sophie-Christiane-Louise de Brandebourg-Bayreuth (1710-1739), épouse en 1731 le prince Alexandre de Tours et Taxis (de) ;
- Frédéric III (1711-1765), margrave de Brandebourg-Bayreuth ;
- Guillaume-Ernest (1712-1733) ;
- Sophie-Charlotte de Brandebourg-Bayreuth (1713-1747), épouse en 1734 le duc Ernest-Auguste Ier de Saxe-Weimar-Eisenach ;
- Sophie-Wilhelmine de Brandebourg-Bayreuth (1713-1749), épouse en 1734 le prince Charles-Edzard de Frise orientale.